# Julián Miralles Rodríguez
Julián Miralles Rodríguez   (Alberic, 16 de novembre de 1988) és un pilot de motociclisme valencià que competí internacionalment entre la temporada de 2004 i la de 2005. És fill de Julián Miralles, antic pilot oficial de Derbi i de JJ Cobas que fou Campió d'Europa de 80cc el 1987 i estigué competint al Campionat del Món fins al 1994.

## Trajectòria esportiva
Miralles fill debutà en competició en curses de 50cc el 1999, iniciant-se en el Campionat d'Espanya de 125cc el 2002. El 2003 debutà al Campionat d'Europa i la temporada següent, 2004, passà al Mundial amb quatre "wild cards" ("comodins") assignats per a participar en els Grans Premis d'Espanya, França, Alemanya i País Valencià.
El 2005 disputà les primeres quatre rondes del mundial en categoria 125cc, corrent amb el número 84 en un equip d'Aprilia, fins que patí un greu accident durant els entrenaments per al GP d'Itàlia que li ocasionaren nombroses fractures.

## Resultats al Mundial de motociclisme
| Any   | Categoria | Moto    | Curses | Victòria | Podis | Pole | Punts | Posició |
| ----- | --------- | ------- | ------ | -------- | ----- | ---- | ----- | ------- |
| 2004  | 125cc     | Aprilia | 4      | 0        | 0     | 0    | 0     | -       |
| 2005  | 125cc     | Aprilia | 6      | 0        | 0     | 0    | 0     | -       |
| 2008  | 125cc     | Aprilia | 1      | 0        | 0     | 0    | 0     | -       |
| 2012  | Moto3     | Honda   | 1      | 0        | 0     | 0    | 0     | -       |
| Total |           |         | 12     | 0        | 0     | 0    | 0     |         |